# Atlantropa
Atlantropa, també coneguda com Panropa, va ser una idea d'enginyeria gegantina i colonització que l'arquitecte alemany Herman Sörgel va idear a la dècada del 1920, i va promoure fins a la seva mort el 1952.
El projecte va ser ideat per contenir diverses preses hidroelèctriques en punts clau de la mar Mediterrània, com l'estret de Gibraltar i el Bòsfor, per provocar una baixada del nivell del mar i crear noves terres per assentar-se. S'havia proposat com una alternativa pacífica paneuropea als conceptes de Lebensraum de l'Alemanya nazi.

## El projecte

### Realització
Atlantropa es va inspirar en la nova comprensió de la crisi de salinitat del Messinià, un esdeveniment geològic panmediterrani que va ocórrer fa entre 5 i 6 milions d'anys. Els geòlegs contemporanis han demostrat que els grans dipòsits de sal que envoltaven la costa mediterrània eren el resultat del seu aïllament parcial per un estrenyiment de les vies marítimes que connectaven l'Atlàntic. Avui, la majoria de geocientífics creuen que la Mediterrània va patir un important retrocés durant aquest període, d'almenys uns centenars de metres.

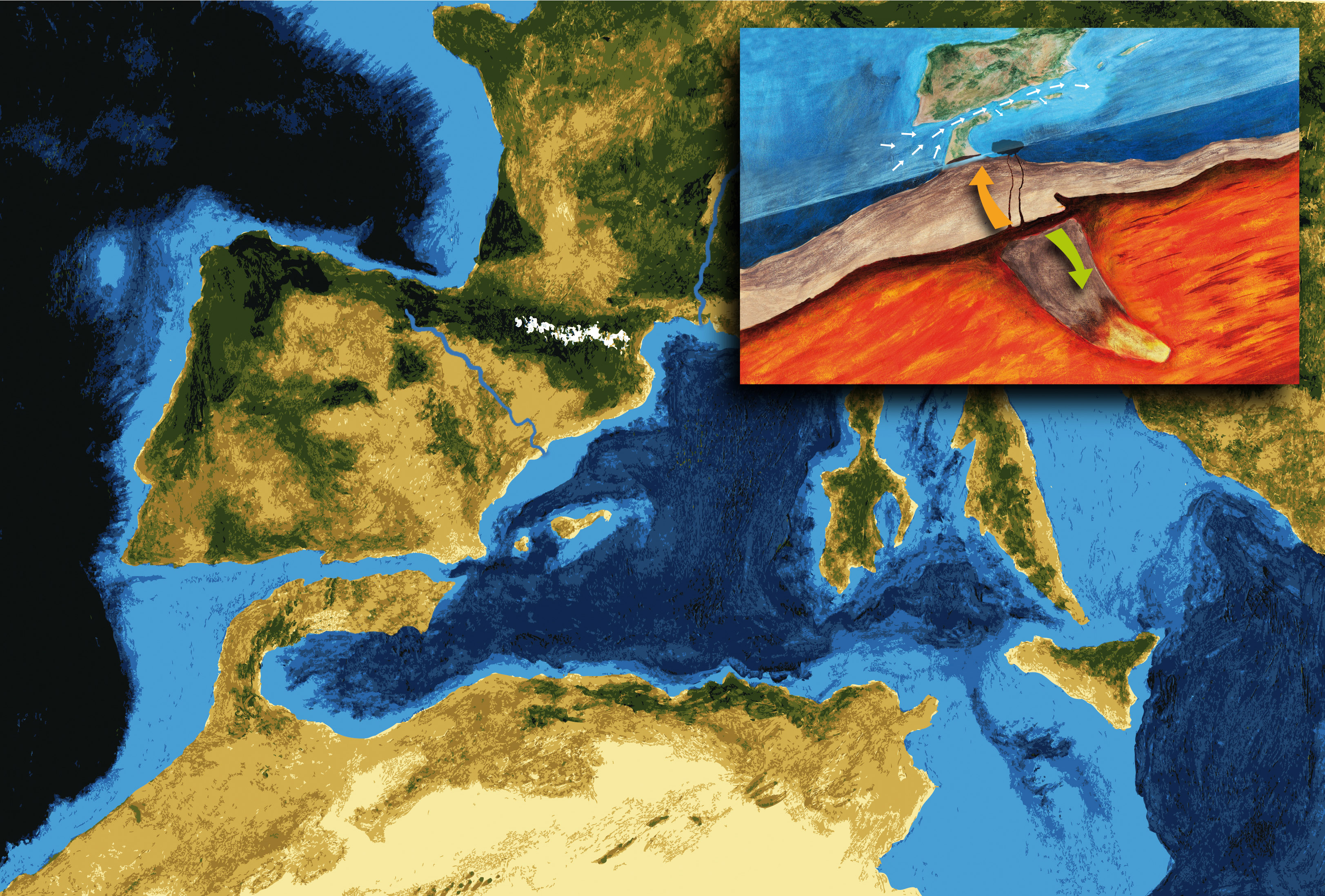
Dibuix artístic del tancament de l'estret de Gibraltar
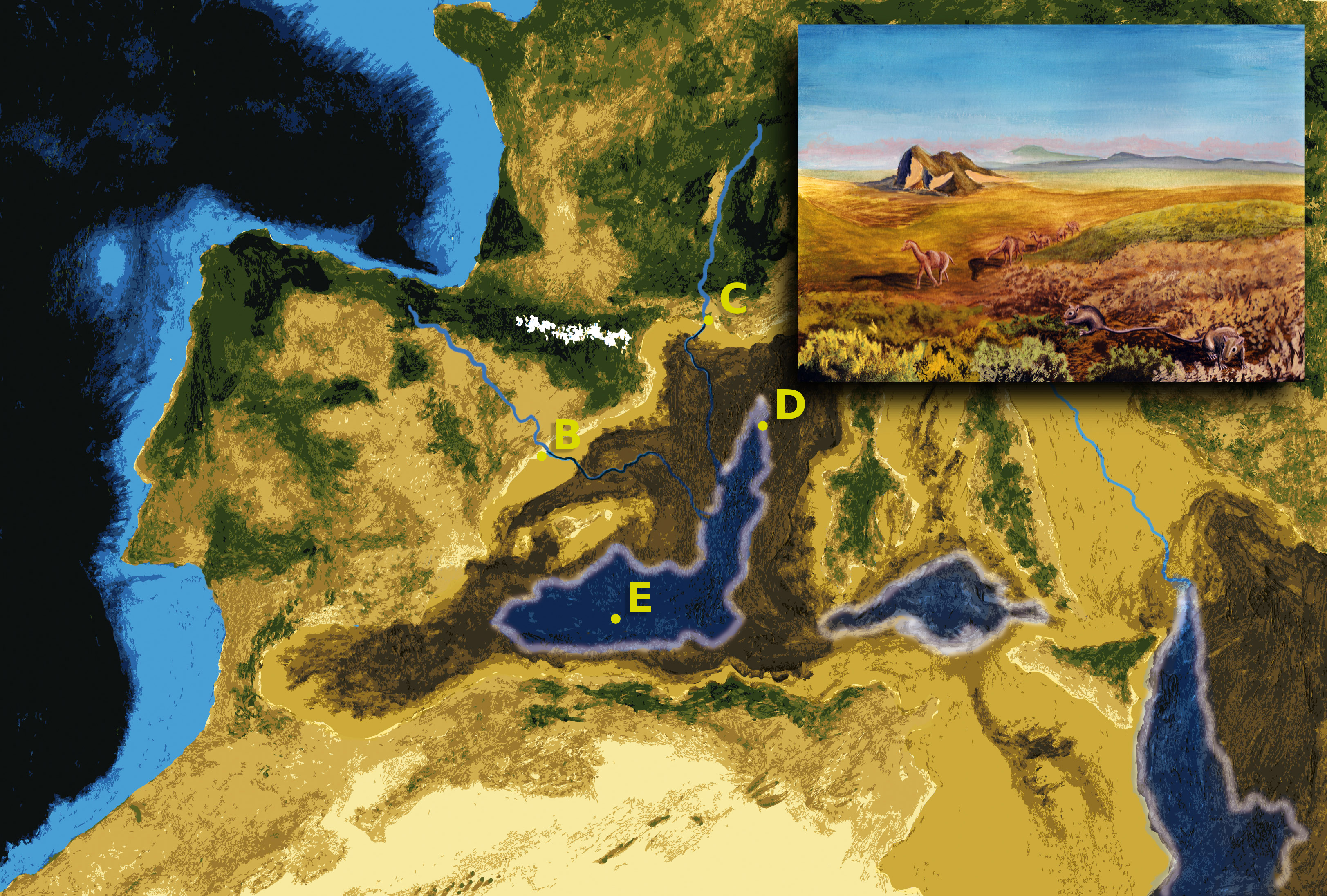
Dibuix artístic de la Mediterrània seca
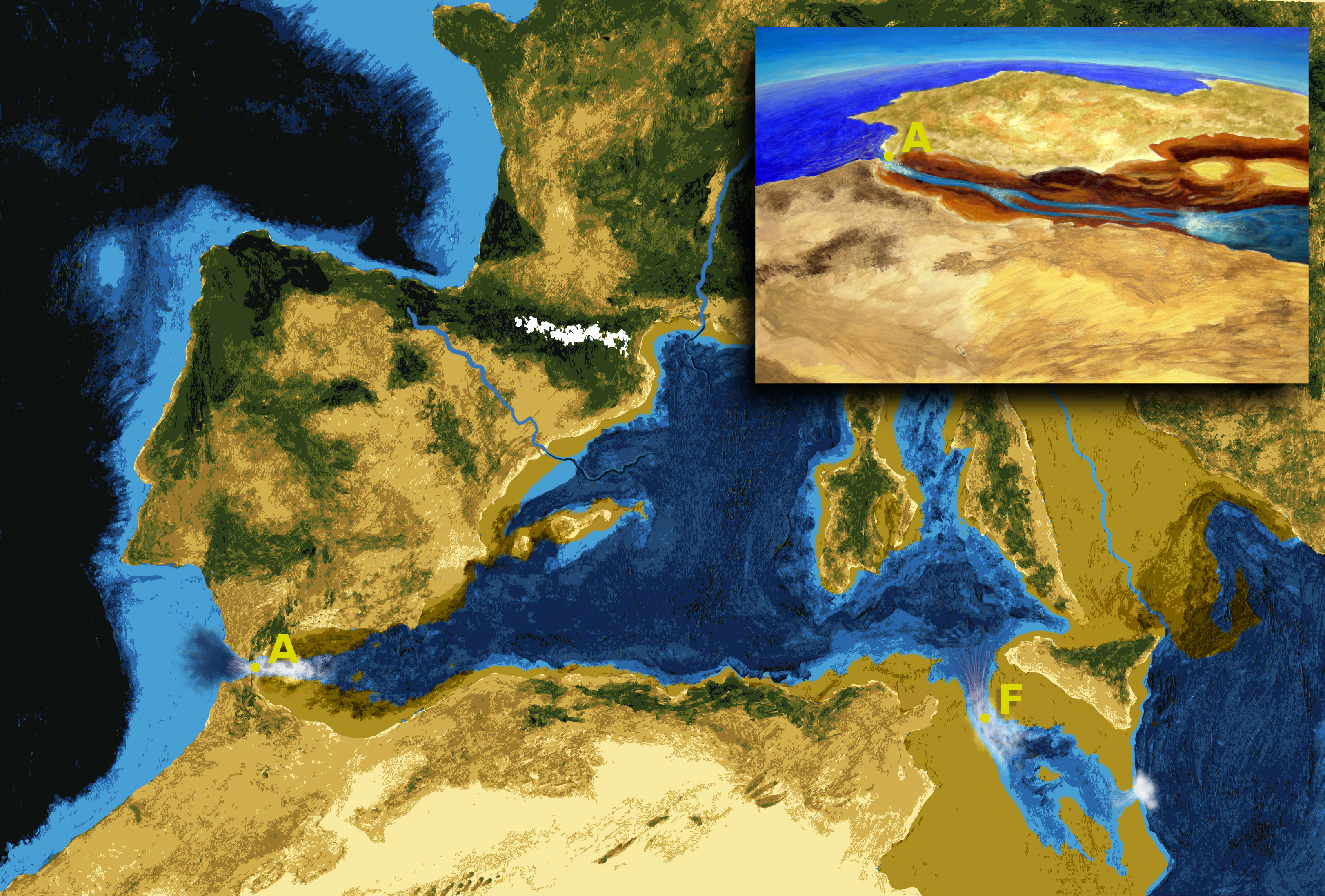
Dibuix artistic de la inundació de la Mediterrània

La característica central de la proposta d'Atlantropa era la construcció d'una presa hidroelèctrica a través de l'estret de Gibraltar, que hauria generat enormes quantitats d'energia hidroelèctrica i hauria provocat la disminució de la superfície de la mar Mediterrània fins a 200 metres, obrint grans nous terrenys per a l'assentament, com ara en la mar Adriàtica. El projecte proposava també quatre grans preses addicionals:
- Estret dels Dardanels per contenir la mar Negra.
- Entre Sicília i Tunísia per proporcionar una calçada i baixar encara més la Mediterrània interior.
- Al riu Congo, sota el seu afluent del riu Kasai, per reomplir la conca del Txad al voltant del llac Txad per proporcionar aigua dolça per regar el Sàhara i crear una ruta de navegació cap a l'interior d'Àfrica.
- Extensió i rescloses del Canal de Suez per mantenir una connexió amb la Mar Roja.

L'enorme presa hidroelèctrica de 35 km de llargada a l'estret de Gibraltar, que hauria aïllat la mar Mediterrània de l'oceà Atlàntic, hauria tingut un cabal de més de 88.000 metres cúbics per segon d'aigua, la qual cosa hauria permès la producció d'almenys 50.000 megawatts, o aproximadament l'equivalent a 31 EPR. Aquesta presa va ser dissenyada per Bruno Siegwart i havia d'incloure centrals hidroelèctriques subterrànies i un conjunt de canals i rescloses. Aquestes últimes s'havien de senyalitzar al vessant atlàntic per una torre de més de 400 metres d'alçada. Per tal de limitar-ne l'alçada, la presa es va dissenyar en forma de colze de manera que s'ubicaria, en la mesura del possible, en zones de poca profunditat. Així només un tram de cinc quilòmetres s'hauria localitzat en una zona d'aigües més profundes en lloc de dotze quilòmetres, l'amplada de l'estret. Aquesta construcció hauria permès limitar el subministrament d'aigua a la mar Mediterrània, el nivell de la qual hauria disminuït un 20% (el mar hauria desaparegut completament en menys de 2000 anys si la pèrdua fos d'un metre per any). Segons els càlculs, si el nivell del mar baixés 80 cm l'any, haurien trigat dos segles a arribar al nivell desitjat. Això hauria permès guanyar 233.000 km² de terreny erm, gairebé la mida de Romania, principalment al nord d'Àfrica. A més, es van projectar dues línies de ferrocarril, que haurien connectat Berlín, Roma i Ciutat del Cap.
El projecte també incloïa la construcció d'una segona presa més petita entre el sur d'Itàlia, Sicília i Tunísia. Aleshores, la mar Mediterrània s'hauria dividit en dues conques. La conca occidental hauria estat 100 metres més baixa del normal, i la conca oriental hauria estat 200 metres més baixa. La presa entre aquestes dues conques hauria permès la producció d'energia elèctrica amb vista a l'esgotament a llarg termini dels recursos de carbó i petroli.Europa hauria tingut, i també mitjans suficients de producció d'energia per a tot el seu territori. Sörgel havia planificat la producció d'electricitat mitjançant llacs africans. S'hauria transmès a Europa mitjançant tres línies de molt alta tensió; la primera hauria passat per l'estret de Gibraltar, la segona hauria vorejat la mar Mediterrània per Egipte, Palestina i Síria per entrar a Europa per la mar Negra i la vall del Danubi, i la tercera s'hauria establert gràcies a la col·locació d'un cable submarí entre el nord d'Àfrica i Itàlia a través de Sicília.
La baixada del nivell de la mar Mediterrània hauria provocat l'assecament de quasi totes les ciutats i ports que hi ha al voltant. L'arquitecte Peter Behrens va imaginar i dissenyar dics per mantenir regats ports històrics com Gènova o Venècia i projecta la construcció de nous ports.

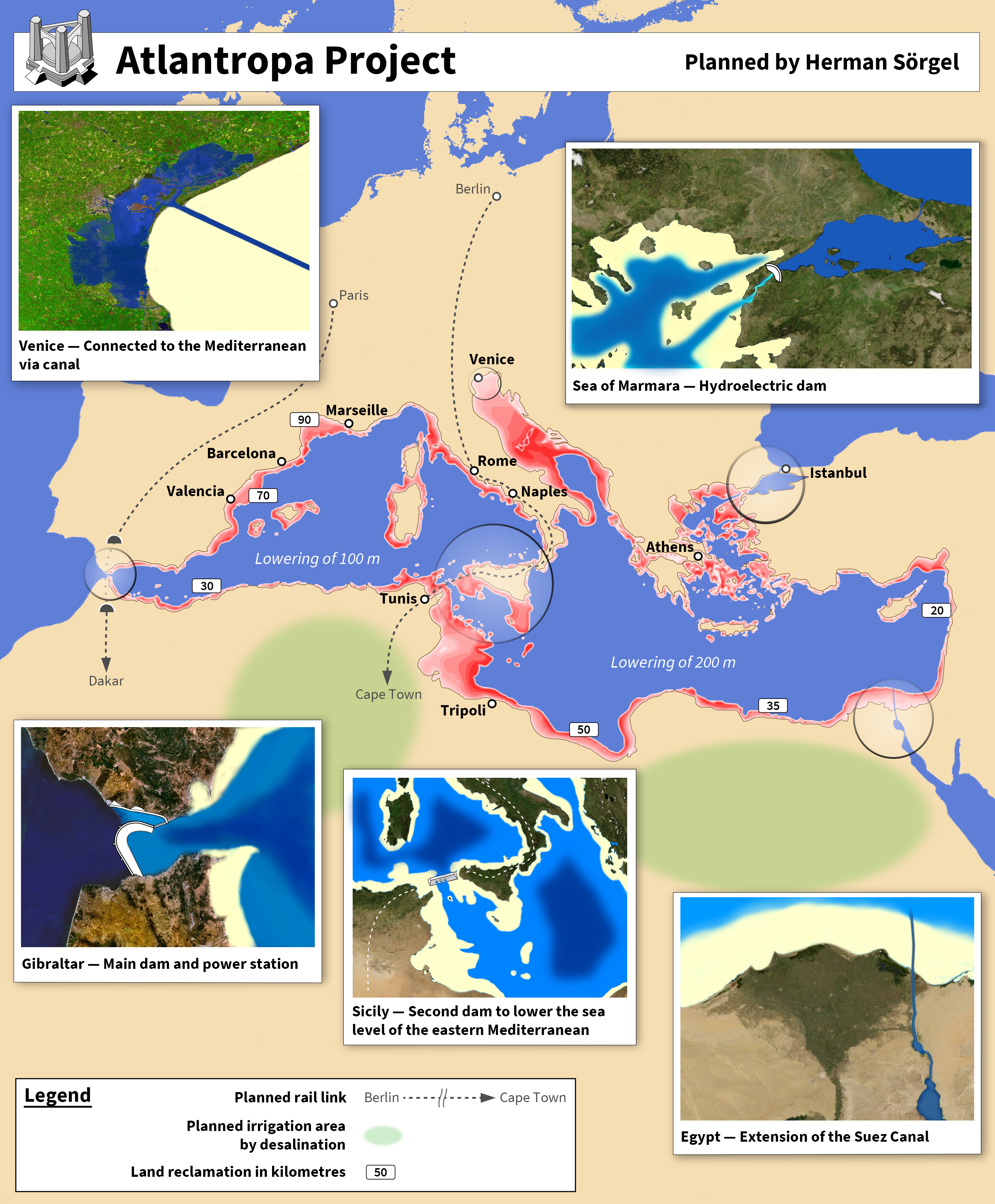
Un mapa esquemàtic dels diferents projectes hidroelèctrics i de recuperació de terres combinats a Atlantropa

També s'havia previst construir una presa al riu Congo per crear un llac artificial molt gran, una part de l'aigua del qual havia de regar el Sàhara a través del llac Txad.

### Objectius
L'objectiu utòpic era resoldre tots els grans problemes de la civilització europea mitjançant la creació d'un nou continent, «Atlantropa», format per Europa i Àfrica, per ser habitat pels europeus. Sörgel estava convençut que per seguir competint amb les Amèriques i amb una emergent «Panàsia» oriental, Europa necessitava arribar a ser autosuficient, la qual cosa significava posseir territoris en totes les zones climàtiques. Àsia continuaria sent un misteri per als europeus per sempre, i els britànics no serien capaços de mantenir el seu imperi global a llarg termini, per la qual cosa era necessari un esforç europeu comú per colonitzar Àfrica.
El projecte tenia com a objectiu principal la producció d'energia, l'adquisició de nous terrenys mitjançant la baixada del nivell de la Mediterrània i finalment la unió entre els continents europeu i africà. Europa hauria tingut un subministrament inesgotable d'energia (combustible i electricitat), que hauria ajudat a unir els europeus en un projecte pacífic comú, proporcionar noves terres per a l'agricultura i la indústria i connectar el continent amb l'Àfrica. Això també hauria permès connectar Europa amb Àfrica, cosa que podria haver tingut nombrosos efectes segons el seu inventor: assegurament de subministraments de matèries primeres, reg del Sàhara, creació d'un centre mundial geopolítica a Ginebra. Finalment, Atlantropa hauria assegurat la seguretat dels mercats industrials i comercials per a Europa.

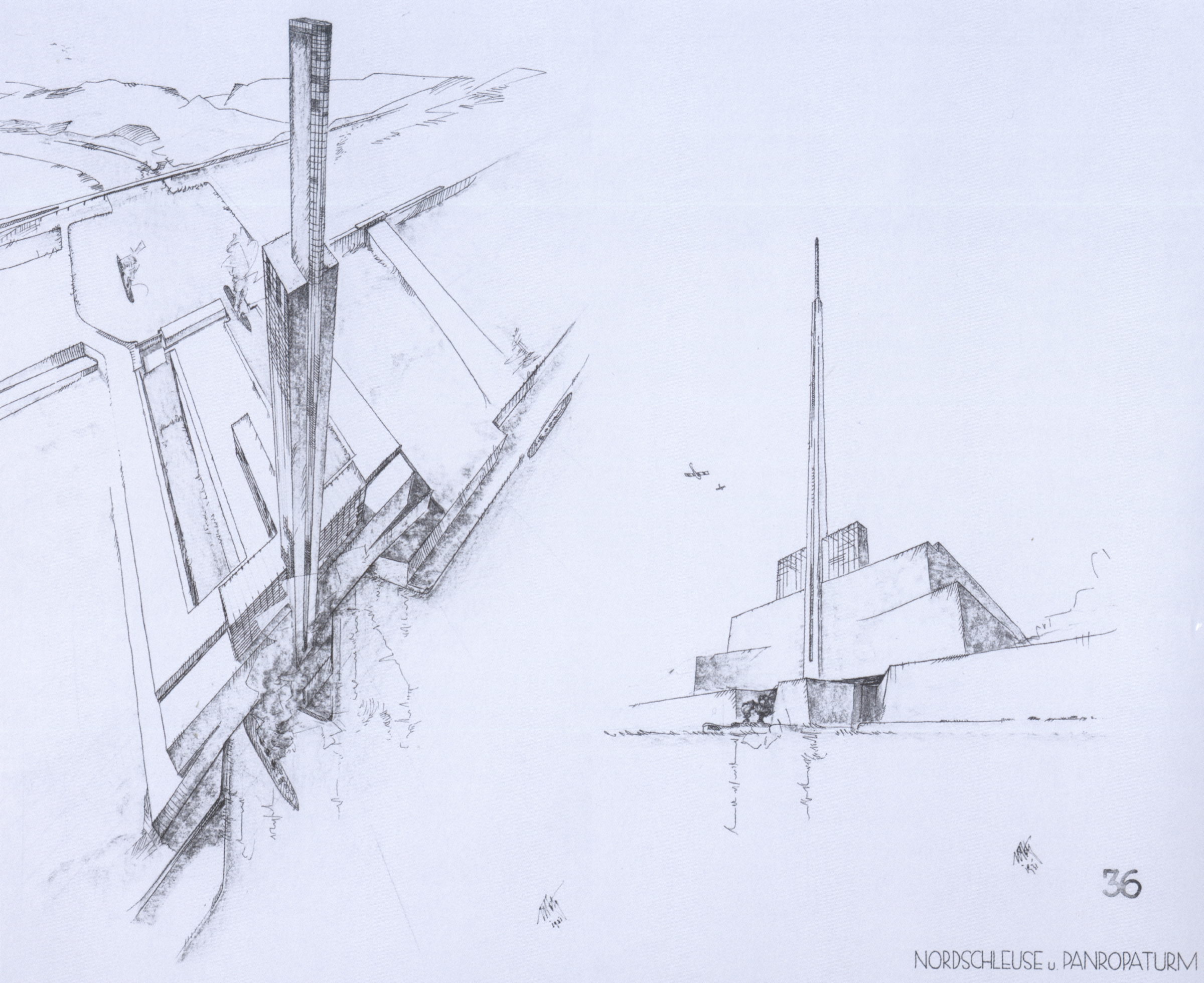
Les noves rescloses proposades per Sörgel a la presa de Gibraltar
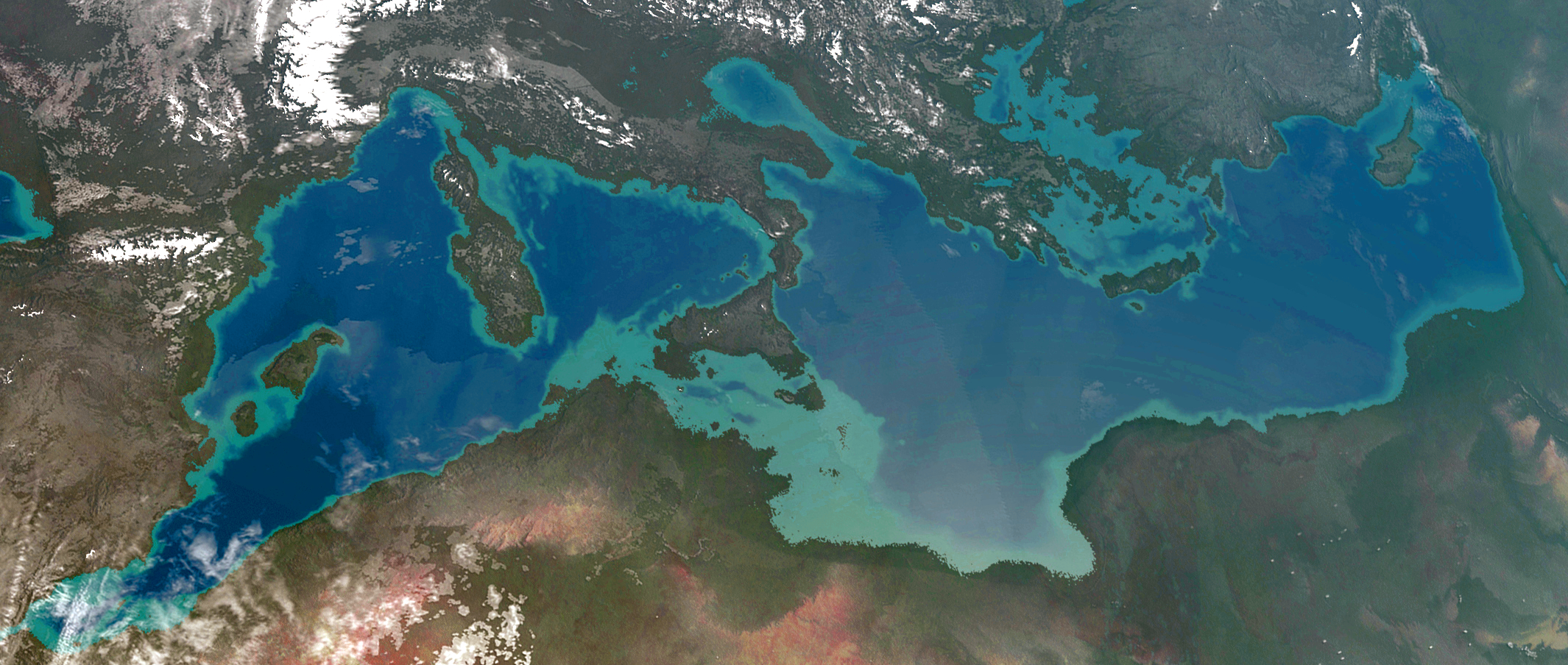
Representació artística de com podria haver semblat Atlantropa vist des de l'espai

Sörgel va veure el seu esquema, que es projectava durant més d'un segle, com una alternativa pacífica paneuropea als conceptes de Lebensraum, que més tard es van convertir en una de les raons declarades per a la conquesta de nous territoris per part de l'Alemanya nazi. Atlantropa proporcionaria terra, aliments, ocupació, energia elèctrica i, sobretot, una nova visió per a Europa i la veïna Àfrica. La baixada de la Mediterrània permetria la producció d'immenses quantitats d'energia elèctrica, garantint el creixement de la indústria. A diferència dels combustibles fòssils, la font d'energia no estaria objecte d'esgotament. S'obtindria grans extensions de terra per a l'agricultura, inclòs el Sàhara, que havia de ser regat amb l'ajuda de tres llacs artificials de la mida d'un mar a l'Àfrica. Les obres públiques massives, que es preveien que durarien més d'un segle, alleujarien l'atur, i l'adquisició de nous terrenys alleujaria la pressió de la superpoblació, que Sörgel pensava que eren les causes fonamentals del malestar polític a Europa. També creia que l'efecte del projecte sobre el clima només podria ser beneficiós, i que el clima es podria canviar per a millor fins i tot a les illes britàniques, ja que un corrent del Golf més eficaç crearia hiverns més càlids. L'Orient Mitjà, sota el control d'una Atlantropa consolidada, seria una font d'energia addicional i un baluard contra el «Perill Groc».
El moviment Atlantropa, al llarg de les seves diverses dècades, es va caracteritzar per quatre constants:
- Pacifisme, en les seves promeses d'utilitzar la tecnologia de manera pacífica.
- Sentiment paneuropeu, veient el projecte com una manera d'unir una Europa devastada per la guerra.
- Actituds eurocèntriques cap a l'Àfrica, que s'havia d'unir amb Europa en Atlantropa o Euràfrica.
- Geopolítica neocolonial, que va veure el món dividit en tres blocs: Amèrica, Àsia i Atlantropa.[19][20]

## Promoció del projecte
Tot i que incomplet, el projecte es va exposar per primera vegada al públic el març de 1928. Aleshores, el New York Times va publicar un article al respecte. L'any 1929, Herman Sörgel va ser convidat a l'Exposició Universal de Barcelona.
Una exposició itinerant va viatjar a Alemanya i Àustria per promocionar el projecte i recaptar fons per començar a treballar. Això va ser gestionat per l'«Atlantropa-Union». L'exposició va viatjar l'any 1930 a Múnic, l'any 1931 a Essen, Hamburg i Berlín i el 1932 a Zúric, Múnic i Dortmund i va provocar la sorpresa dels seus visitants i, posteriorment, va provocar una riuada d'articles, llibres, conferències, pel·lícules i noves exposicions. Això demostra l'interès que va generar el projecte.
Amb l'arribada del NSDAP al poder el 1933, Sörgel tenia més ambicions per al seu projecte, va establir contactes amb el nou poder, va presentar el seu projecte i va proporcionar nombrosos plànols i dibuixos. Malauradament per a ell, els nazis no tenien els mateixos plans que ell: Adolf Hitler ja havia expressat el seu desig a Mein Kampf d'estendre la influència d'Alemanya no cap al sud sinó cap a l'est.
Sörgel també va ser convidat a presentar el seu projecte a l'Exposició Universal de Nova York el 1939.
El novel·lista John Knittel, al seu llibre Amédée, escrit el 1939, representa un enginyer suís convençut de la necessitat d'aquest projecte. En repetides ocasions, aquesta novel·la explica aquesta gran idea. El pròleg ens diu que «l'autor, d'acord amb Herman Sörgel, ha presentat el projecte d'Atlantropa en el present volum, a través del seu personatge principal».
El suport actiu es va limitar als arquitectes i planificadors d'Alemanya i d'altres països principalment del nord d'Europa. Els crítics se'n van burlar per diverses faltes, que van des de la manca de qualsevol cooperació dels països mediterranis en la planificació fins als impactes que hauria tingut sobre les comunitats costaneres històriques que quedarien encallades terra endins quan el mar retrocedís. El projecte va assolir una gran popularitat a finals de la dècada del 1920 fins a principis de la dècada del 1930, i de nou breument a finals de la dècada del 1940 fins a principis de la dècada del 1950, però aviat va desaparèixer del discurs general després de la mort de Sörgel.
El material publicitari produït per a Atlantropa per Sörgel i els seus partidaris conté plànols, mapes i maquetes a escala de diverses preses i nous ports a la Mediterrània, vistes de la presa de Gibraltar coronada per una torre de 400 metres dissenyada per Peter Behrens, projeccions del creixement de la producció agrícola, esbossos per a una xarxa elèctrica pan-Atlantropa, i fins i tot disposicions per a la protecció de Venècia com a fita cultural. Les preocupacions sobre el canvi climàtic o els terratrèmols, quan es van esmentar, es van plantejar com a positius més que com a negatius. El llibre de 1938 de Sörgel, Die Drei Grossen A, té una cita de Hitler al fullet per demostrar que el concepte era coherent amb la ideologia nazi.
Després de la Segona Guerra Mundial, l'interès es va tornar a despertar quan els aliats occidentals van intentar crear vincles més estrets amb les seves colònies a Àfrica en un intent de combatre la creixent influència marxista en aquella regió, però la invenció de l'energia nuclear, el cost de la reconstrucció i el final del colonialisme va deixar Atlantropa tecnològicament innecessària i políticament inviable, tot i que l'Institut Atlantropa va romandre en funcionament fins al 1960.
La majoria de propostes de la construcció de la presa de l'estret de Gibraltar des d'aleshores s'han centrat en el potencial hidroelèctric d'aquest projecte i no preveuen cap descens substancial del nivell de la mar Mediterrània. Es preveu una nova idea, que implica una presa de teixit tensat estirada entre Europa i el nord d'Àfrica a l'estret de Gibraltar, per fer front a qualsevol augment del nivell del mar global fora de la conca de la mar Mediterrània.

## En la cultura popular
Una versió del projecte Atlantropa va ser presentada per un personatge de la novel·la de Philip K. Dick L'home del castell i la sèrie d'Amazon Studios del mateix nom, l'antic Reichsminister Martin Heusmann, que va proposar drenar tota la Mediterraniània amb una presa a través de l'Estret de Gibraltar.
Al díptic de Dan Simmons Ilium/Olympos, la mar Mediterrània també ha estat drenat i substituït per terres cultivables.